# Buchauer Straße
Die Buchauer Straße B 117 ist eine Landesstraße in Österreich. Sie verläuft auf einer Länge von 25,3 km durch die Ennstaler Alpen. Die Straße beginnt in Altenmarkt bei Sankt Gallen im Tal der Enns und führt über den namensgebenden Buchauer Sattel nach Admont, das sich im Ennstal befindet.

## Geschichte
Die Buchauer Straße gehört seit dem 1. Jänner 1973 zum Netz der Bundesstraßen in Österreich.